# Friedhof in Diepholz

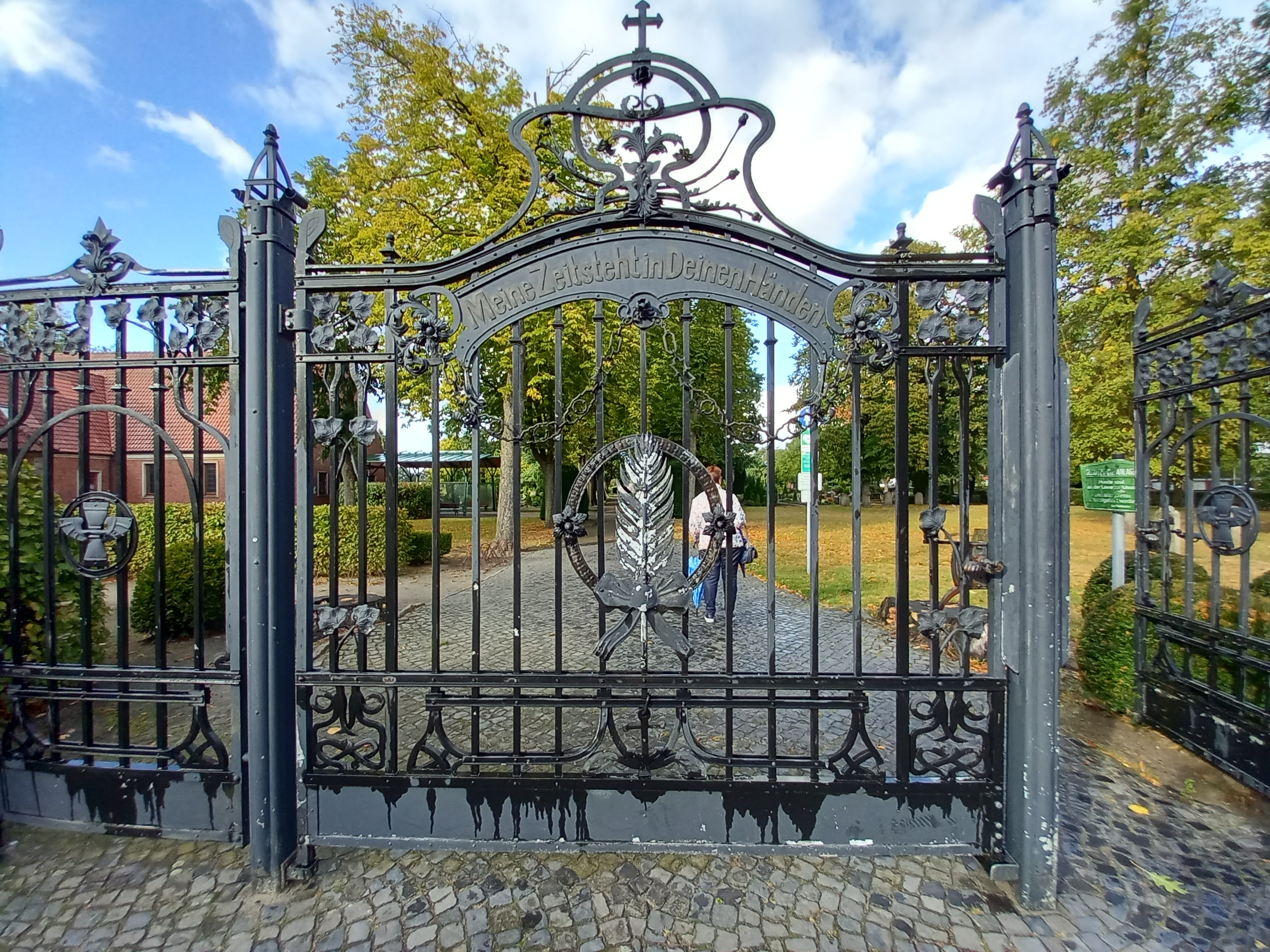
Diepholz Friedhofspforte

Der Friedhof Diepholz liegt in der Stadt Diepholz im niedersächsischen Landkreis Diepholz. Er ist der Begräbnisplatz für die Verstorbenen aus Diepholz.

## Beschreibung
Der maximal etwa 370 Meter lange und maximal etwa 255 Meter breite Friedhof liegt am Philosophenweg und an der Straße Am Heldenhain, nördlich 1,0 km entfernt von der evangelisch-lutherischen Kirche St. Nicolai.

## Besonderheiten
Auf diesem Friedhof ruhen insgesamt 96 Tote des Zweiten Weltkrieges und der nationalsozialistischen Gewaltherrschaft in zwei nebeneinander liegenden Grabfeldern in der linken vorderen Ecke hinter der Friedhofskapelle. Im Einzelnen sind dies: 
- Unmittelbar neben der Kapelle eine Grabreihe mit osteuropäischen ehemaligen Zwangsarbeitern/Kriegsgefangenen, die in den ersten Jahren nach Kriegsende in Diepholz als sogenannte "Displaced Persons" verstorben sind, und
- in der linken vorderen Ecke an der Friedhofsbegrenzung etwa 80 deutsche Soldaten und zivile Bürger. Die meisten von ihnen kamen bei mehreren Luftangriffen 1944/45 auf den Fliegerhorst Diepholz ums Leben.